# 石崎浩一郎
石崎 浩一郎（いしざき こういちろう、1935年10月7日 - 2017年11月14日）は、日本の映画・美術評論家。

## 略歴
広島県広島市出身。早稲田大学文学部新聞学科卒。1964年、飯村隆彦、高林陽一、大林宣彦、金坂健二、佐藤重臣、ドナルド・リチー、足立正生らと実験映画製作上映グループ「フィルム・アンデパンダン」を結成。映画評論、美術評論で活動し、名古屋造形芸術大学教授となり、図書館長を務めた。2006年定年、名誉教授。

## 著書
- 『光・運動・空間 境界領域の美術』商店建築社 1971
- 『映像の魔術師たち 恐怖幻想映画論』三一書房 1972
- 『イメージの王国 幻想の美学』講談社 1978
- 『アメリカン・アート』講談社現代新書 1980

### 共著
- 『現代の美術』エドワード・ルーシー=スミス共著 講談社 1984

### 翻訳
- アダムズ・シトニー編『アメリカの実験映画 <フィルム・カルチュア>映画論集』フィルムアート社 1972
- クリストファー・フィンチ『ポップ・アート オブジエとイメージ』PARCO出版局 パルコピクチュアバックス 1976
- ベヴィス・ヒリアー『20世紀の様式 1900-1980』小林陽子共訳 丸善 1986
- エリザベス・フランク『ジャクスン・ポロック』谷川薫共訳 美術出版社 モダン・マスターズ・シリーズ 1989

## 論文
- <石崎浩一郎